# Ривалдиньо
Ривалдо Витор Борба Феррейра Жуниор (порт.-браз. Rivaldo Vítor Borba Ferreira Júnior; 29 апреля 1995, в Сан-Паулу, Бразилия), более известный как Ривалдиньо — бразильский футболист, нападающий клуба «Циндао Хунши».

## Биография
Ривалдиньо начинал свою карьеру в клубе «Можи-Мирин». В 2013 году он был на полгода арендован юношеской командой «Коринтианса», но не добился там особых успехов и вернулся в родной клуб. В 2014 году Ривалдиньо дебютировал за «Можи-Мирин» в рамках первенства страны. Летом 2015 года форвард перешёл в португальскую «Боавишту». Его дебют в чемпионате Португалии состоялся 2 января 2016 года в матче против «Морейренсе». В 2016 году вернулся на родину, где играл в клубах второго дивизиона, пока не перешёл в 2017 году в румынское «Динамо» (Бухарест).

## Личная жизнь
Ривалдиньо — сын известного футболиста Ривалдо. В июле 2015 года отец и сын оба забили голы в ворота «Макаэ».